# Sonia Abejón Esteban
Sonia Abejón Esteban (Madrid, 1r d'agost de 1985) és una exgimnasta rítmica espanyola que va competir en la modalitat de conjunts, sent olímpica a Atenes 2004, on va aconseguir la 7a plaça i el diploma olímpic. Posseeix a més diverses medalles en competicions internacionals. El Pavelló Poliesportiu M4 de Torrejón de Ardoz porta el seu nom des de 2015. En l'actualitat entrena al Club Gimnàstica Rítmica San Fernando de Henares de la ciutat homònima.

## Biografia esportiva

### Inicis
Es va iniciar en la gimnàstica rítmica amb 5 anys al Club Escola de Gimnàstica Rítmica Torrejón de Torrejón de Ardoz (Madrid). Amb 13 anys va passar al C.G.R.D. San Ferrando de San Fernando de Henares. Va ser medalla de plata en corda i bronze en mans lliures i per clubs en el Campionat d'Espanya de Clubs i Autonomies de 1997 a Barcelona, i bronze en cinta en categoria júnior en el Campionat d'Espanya de Clubs i Autonomies de 1999 a Saragossa.

### Etapa en la selecció nacional
El gener de 2001 va ser reclamada per formar part de la selecció nacional de gimnàstica rítmica d'Espanya en la modalitat de conjunts. Va entrenar des de llavors una mitjana de 8 hores diàries al Centre d'Alt Rendiment de Madrid a les ordres primer de Nina Vitrichenko, des d'octubre de 2001 de Rosa Menor i Noelia Fernández, i des de 2004 d'Anna Baranova i Sara Bayón. En el Trofeu S.M. Margarida de Bulgària, el conjunt va obtenir 3 medalles de plata, tant en el concurs general com en les finals de 10 maces i de 3 cordes i 2 pilotes. Posteriorment, Sonia participaria en la seva primera competició oficial, el Campionat d'Europa de Ginebra. En ella, el conjunt va obtenir el 7è lloc en el concurs general i en 10 maces, i el 8è en 3 cordes i 2 pilotes. El conjunt el integraven aquest any Sonia, Belén Aguado, Blanca Castroviejo, Bàrbara González, Marta Linares i Aida Otero. El juliol de 2002 va disputar el Campionat del Món de Nova Orleans, on el conjunt va acabar 9è en el concurs general i 7è a la final de 5 cintes. El conjunt per a les competicions va estar integrat aquest any per Sonia, Belén Aguado, Blanca Castroviejo, Bàrbara González, Marta Linares i Isabel Pagán.
Per febrer de 2003, el conjunt va conquerir els 3 ors disputats en el Torneig Internacional de Madeira. Al Trofeu Sant Petersburg Pearls va aconseguir 3 bronzes. Posteriorment, en el Triangular Internacional de Torrevella obté la plata en el concurs general. A l'abril de 2003 el conjunt espanyol va competir en el Campionat d'Europa de Riesa, on va aconseguir el 6è lloc en el concurs general, el 7è en 3 cèrcols i 2 pilotes i el 8è en 5 cintes. Al setembre va disputar el Campionat del Món de Budapest, aconseguint novament el 6è lloc en el concurs general, i obtenint així el pas als Jocs Olímpics d'Atenes 2004. També van aconseguir el 7è lloc en 3 cèrcols i 2 pilotes, i el 6è en 5 cintes. El conjunt va estar integrat a principis d'any per Sonia, Blanca Castroviejo, Bàrbara González, Lara González, Isabel Pagán i Núria Velasco, encara Blanca Castroviejo es va retirar al maig, tornant a la titularitat Marta Linares.
Al febrer de 2004, en el Torneig Internacional de Madeira, el conjunt va obtenir 3 medalles de plata. En el Preolímpic d'Atenes, celebrat al març, va aconseguir la 6a plaça en el concurs general. A l'abril de 2004, el conjunt va disputar el Volga Magical International Tournament de Nizhni Nóvgorod, una prova de la Copa del Món de Gimnàstica Rítmica, on va aconseguir el 4t lloc en el concurs general, el 5è en 3 cèrcols i 2 pilotes i el 4t en 5 cintes. Al maig, en la prova de la Copa del Món disputada a Duisburg, va obtenir el 4t lloc tant en el concurs general com en les finals per aparells, així com en el concurs general de la prova celebrada a Varna al juliol. L'agost van tenir lloc els Jocs Olímpics d'Atenes, l'única participació olímpica de Sonia. El conjunt espanyol va obtenir el pas a la final després d'aconseguir la 8a plaça en la qualificació. Finalment, el 28 d'agost va aconseguir la 7a posició a la final, de manera que va obtenir el diploma olímpic. El conjunt per als Jocs estava integrat per Sonia, Bàrbara González, Marta Linares, Isabel Pagán, Carolina Rodríguez i Núria Velasco. Encara que formaven part, com a suplents, de l'equip nacional aquell any, Lara González i Ana María Pelaz es van quedar fora de la convocatòria per als Jocs, per la qual cosa el seu paper es va limitar a animar a les seves companyes des de la grada del pavelló.

### Retirada de la gimnàstica
Després dels Jocs Olímpics d'Atenes, Sonia es va retirar de la gimnàstica. Des de 2006 fins a 2008 va tornar a competir de forma puntual com a integrant del conjunt del Club Districte III d'Alcalá de Henares. En el Campionat d'Espanya de Conjunts de 2006 a Vecindario, va aconseguir el bronze en categoria juvenil, obtenint el club d'aquesta manera la primera categoria. A l'any següent, en el Campionat d'Espanya de Conjunts de 2007 a Granada, va aconseguir la 8a plaça en primera categoria, i en el Campionat d'Espanya de Conjunts de 2008 a Saragossa va aconseguir el bronze també en primera categoria.
Després de deixar la selecció nacional ha treballat, entre d'altres professions, com a vigilant de seguretat, hostessa, administrativa i entrenadora de gimnàstica rítmica, posseint el Nivell III d'Entrenadora Nacional. També va practicar durant un temps gimnàstica estètica al costat d'altres exgimnastas nacionals com Nuria Artigues, Rebeca García, Sara Garvín, Bàrbara González, Lara González, Marta Linares, Isabel Pagán i Bet Salom.
En l'actualitat entrena i dirigeix a nivell tècnic el Club Gimnàstica Rítmica San Fernando de Henares de la ciutat homònima, que va ser constituït el 2009 tot i que portava diversos anys com a Escola Municipal. En aquest club també entrena la seva excompanya de la selecció Marta Linares.
El Pavelló Poliesportiu M4 de Torrejón de Ardoz porta el seu nom des del 23 de març del 2015.

## Equipaments
| Període              | Proveïdor  |
| -------------------- | ---------- |
| 2001 - 2004          | Li-Ning    |
| 2004 (Jocs Olímpics) | John Smith |

## Música dels exercicis
| Any  | Aparells                                       | Música |
| ---- | ---------------------------------------------- | --- |
| 2001 | 10 maces                                       | Medley dels temes «Méandres», «Havi Vahlia»i «Bascule», compostos per René Dupéré per a l'espectacle Nouvelle Expérience del Cirque du Soleil. |
| 2001 | 3 cordes i 2 pilotes                           | «Orobroy» de David Dorantes i «Flamenco bolero», una adaptació del Bolero de Maurice Ravel per Gustavo Montesano i la Royal Philharmonic Orchestra. |
| 2002 | 5 cintes                                       | Medley dels temes «Panamericana Suite» de Paquito D'Rivera, «New Arrival» de Tito Puente, «Caridad Amaro» de Chucho Valdés, «Afro-Cuban Jazz Suite» de Chico O'Farrill i «Oye cómo viene» de Chano Domínguez, pertanyents a la banda sonora de Calle 54. |
| 2002 | 3 cordes i 2 pilotes                           | «Paisaje español», de Ricardo García. |
| 2003 | 5 cintes                                       | «Paisaje español», de Ricardo García i «Zorro's Theme», de la banda sonora de La máscara del Zorro, composta per James Horner. |
| 2003 | 3 cèrcols i 2 pilotes                          | «All That Jazz» del musical Chicago, composta per John Kander i Fred Ebb. |
| 2004 | 5 cintes                                       | «Paisaje español», de Ricardo García, «Habanera» de l'òpera Carmen de Georges Bizet, i Malagueña d'Ernesto Lecuona. |
| 2004 | 3 cèrcols i 2 pilotes (inici de temporada)     | Temes «Peacemaker» i «Chase» de la banda sonora de El pacificador, composta per Hans Zimmer. |
| 2004 | 3 cèrcols i 2 pilotes (Jocs Olímpics d'Atenes) | Temes «Red Warrior», «Theme» i «Spectres in the Fog», de la banda sonora de L'últim samurai, composta per Hans Zimmer. |

## Palmarès esportiu

### Pel que fa a clubs,
| 1997 - Campionat d'Espanya de Clubs i Autonomies en Barcelona Plata en corda Bronze en mans lliures Bronze per clubs 1999 - Campionat d'Espanya de Clubs i Autonomies en Saragossa Bronze en cinta (categoria júnior) 2006 - Campionat d'Espanya de Conjunts en Vecindario Bronze en concurs general (categoria juvenil) | 2007 - Campionat d'Espanya de Conjunts en Granada 8è lloc en concurs general (primera categoria) 2008 - Campionat d'Espanya de Conjunts en Saragossa Bronze en concurs general (primera categoria) |

### Selecció espanyola
| 2001 - Trofeu S.M. Margarida de Bulgària Plata en concurs general Plata en 10 maces Plata en 3 cordes i 2 pilotes - Campionat d'Europa de Ginebra 7è lloc en concurs general 7è lloc en 10 maces 8è lloc en 3 cordes i 2 pilotes 2002 - Trofeu Sant Petersburg Pearls Plata en concurs general Resultat en les finals desconegut - Campionat del Món de Nova Orleans 9è lloc en concurs general 7è lloc en 5 cintes 2003 - Torneu Internacional de Madeira Or en concurs general Or en 5 cintes Or en 3 cercles i 2 pilotes - Trofeu Sant Petersburg Pearls Bronze en concurs general Bronze en 5 cintes Bronze en 3 cèrcols i 2 pilotes - Triangular Internacional de Torrevella Plata en concurs general - Torneu Internacional de Thiais 7è lloc en concurs general 7è lloc en 5 cintes - Campionat d'Europa de Riesa 6è lloc en concurs general 8è lloc en 5 cintes 7è lloc en 3 cèrcols i 2 pilotes | 2003 (continuació) - Grand Prix de Sofia 4t lloc en concurs general Plata en 5 cintes Bronze en 3 cèrcols i 2 pilotes - Campionat del Món de Budapest 6è lloc en concurs general 6è lloc en 5 cintes 7è lloc en 3 cèrcols i 2 pilotes 2004 - Torneu Internacional de Madeira Plata en concurs general Plata en 5 cintes Plata en 3 cèrcols i 2 pilotes - Preolímpic d'Atenes 6è lloc en concurs general - Volga Magical International Tournament / Prova de la Copa del Món en Nijni Nóvgorod 4t lloc en concurs general 4t lloc en 5 cintes 5è lloc en 3 cèrcols i 2 pilotes - German Rhythmic Gymnastics Open / Prova de la Copa del Món en Duisburg 4t lloc en concurs general 4t lloc en 5 cintes 4t lloc en 3 cèrcols i 2 pilotes - Prova de la Copa del Món en Varna 4t lloc en concurs general - Jocs Olímpics d'Atenes 2004 8è lloc en qualificació 7è lloc en final i diploma olímpic |

## Premis, reconeixements i distincions
- Premiada als Premios Deportivos «Torrejón de Ardoz 2003-2007» (2007)[12][13]
- El Pabelló Poliesportiu M4 de Torrejón de Ardoz porta el seu nom des del 23 de març de 2015.[10]

## Galeria d'imatges

### Entrenament del conjunt nacional al desembre de 2003

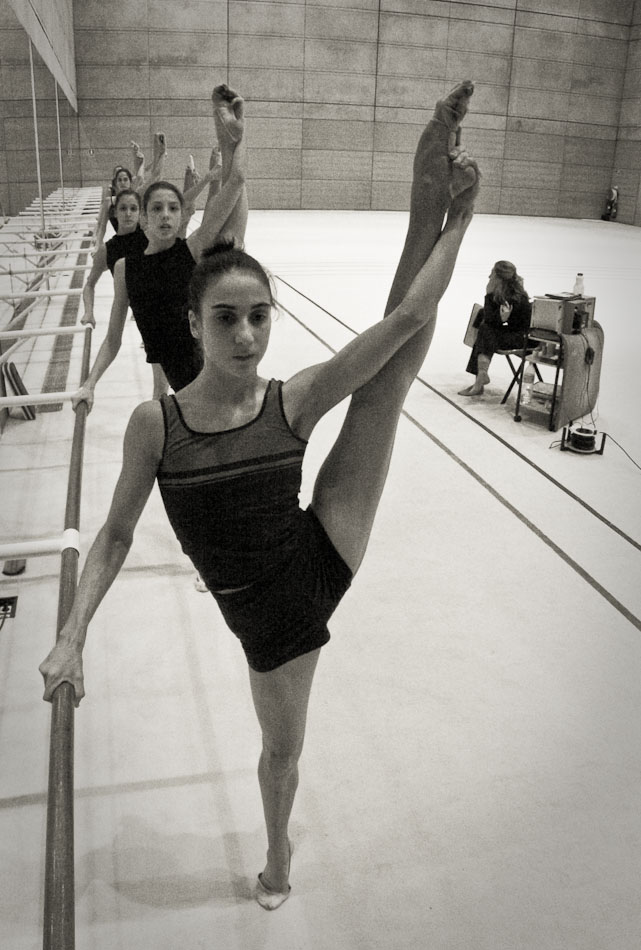
Les components del conjunt nacional realitzant un split o spagat lateral a la barra de ballet.
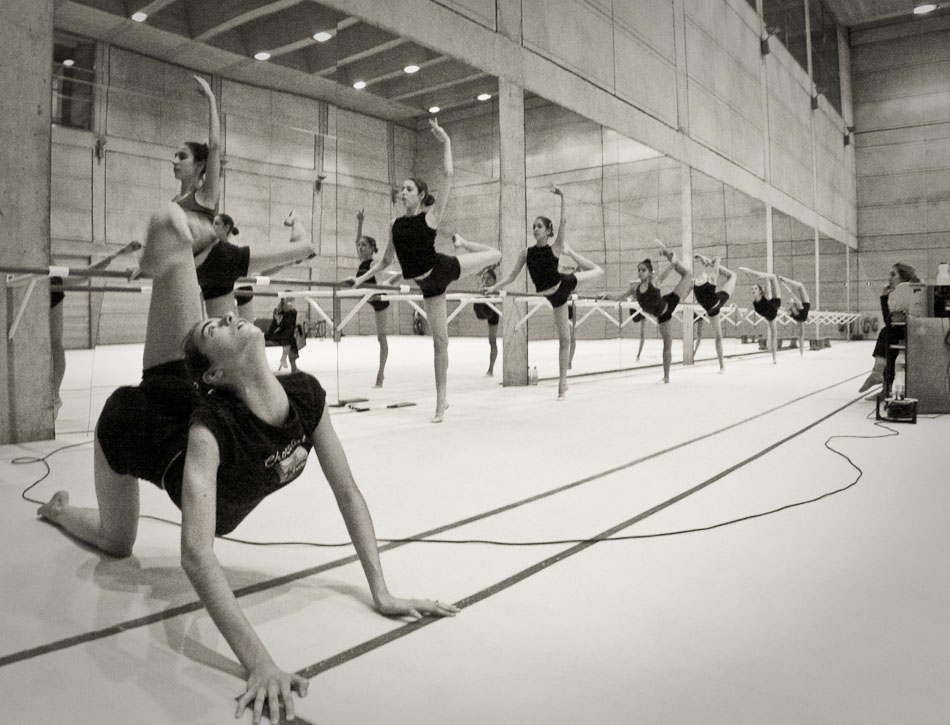
Diverses components de la selecció nacional realitzant un equilibri en posició d'attitude.
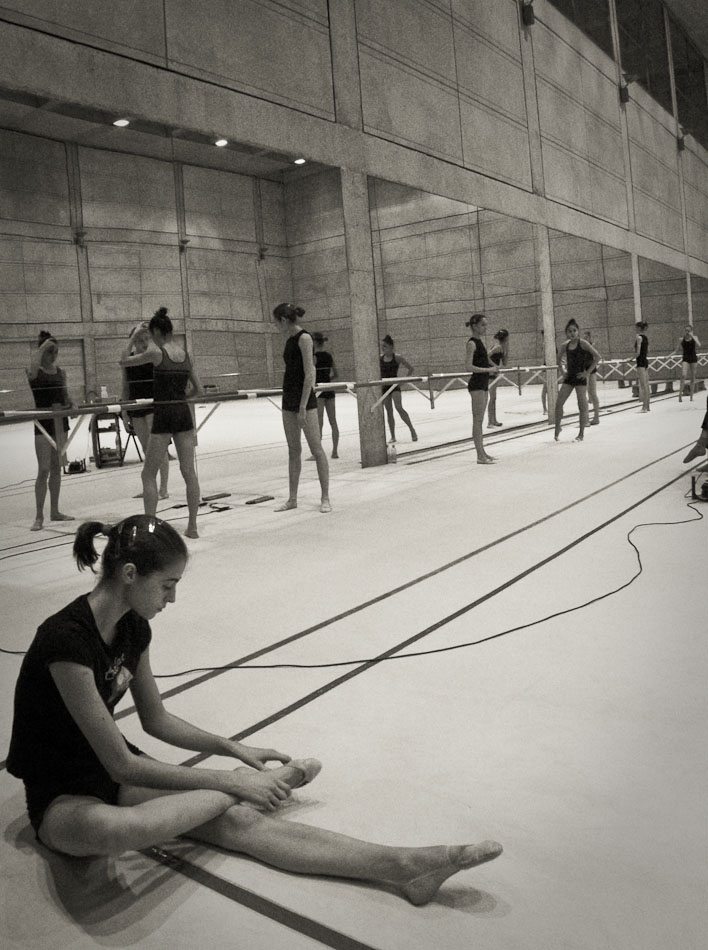
Les integrants de la selecció nacional durant un descans.
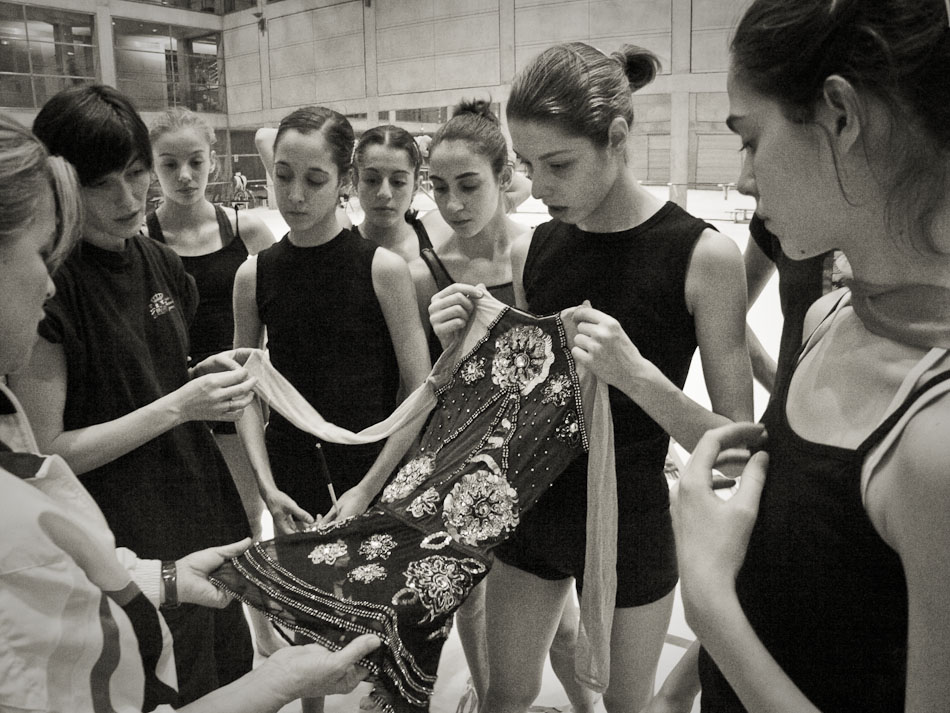
Sonia Abejón (primera gimnasta a l'esquerra) observant un mallot amb la resta del conjunt i les entrenadores Rosa Menor i Noelia Fernández.
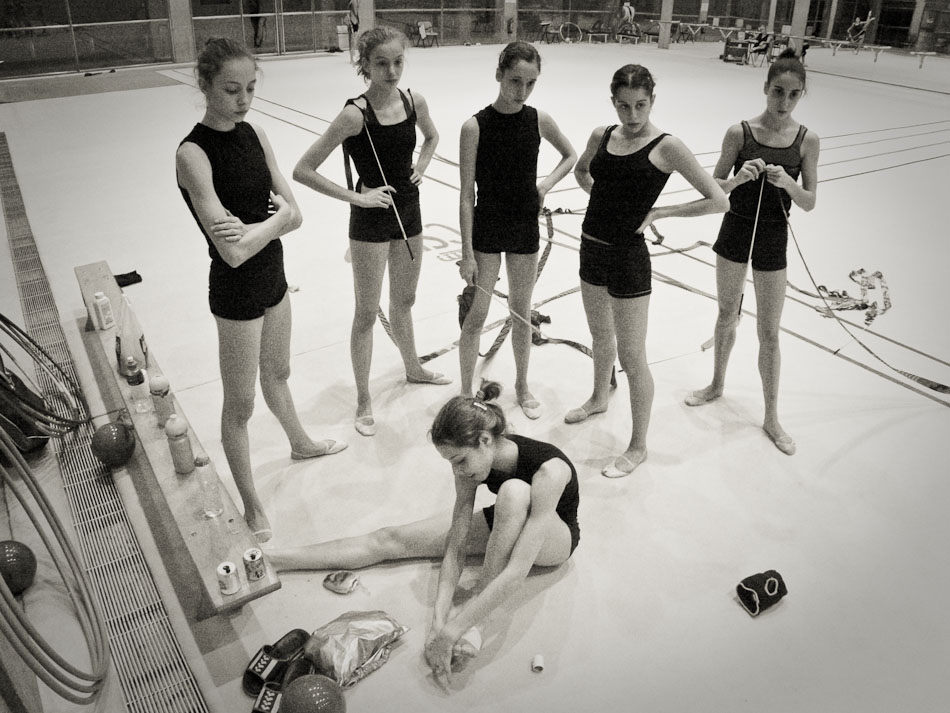
Abejón (segona a l'esquerra) al costat d'altres integrants del conjunt espanyol durant un assaig de l'exercici de 5 cintes.

## Filmografia
| Programes de televisió | Programes de televisió      | Programes de televisió | Programes de televisió                                                                    |
| Any                    | Títol                       | Cadena                 | Notes                                                                                     |
| ---------------------- | --------------------------- | ---------------------- | ----------------------------------------------------------------------------------------- |
| 2002                   | Escuela del deporte         | La 2 de TVE            | Aparició al reportatge                                                                    |
| 2004                   | El sueño olímpico. ADO 2004 | La 2 de TVE            | Entrevistada al reportatge                                                                |
| 2018                   | De mayor quiero ser...      | Divinity               | Aparició en reportatge al costat d'Almudena Cid i el Club Gimnàstica Rítmica San Fernando |